# Marcus Gøye
Marcus Gøye eller Gjøe (født 21. november 1635 på Hvidkilde, død 28. april 1698) var en dansk adelsmand og gehejmeråd. 
Gøye opdrogs i hjemmet indtil sit 14. år, da han med sin fader, Falk Gøye (d. 1653), der var udnævnt til hofmester på Sorø, fulgte der hen og blev sat i skolen, hvorfra han i sit 16. år overgik til akademiet. Her udmærkede han sig så vel ved sin færdighed i ridderlige øvelser som ved sin fremgang i studierne; i et par latinske disputatser viste han sin store dygtighed i at behandle romersproget. 
Efter et 4-årigt ophold ved akademiet var han moden til at foretage den udenlandsrejse, som foruden at give ham lejlighed til yderligere studier skulde bibringe ham den dannelse og politur, der var nødvendig for en mand, hvem fødsel, formue og begavelse berettigede til at håbe en glimrende løbebane. Den ikke 20-årige Marcus Gøye afrejste da tillige med sin broder Henrik 1655 til Amsterdam. Det første år tilbragtes dels i Utrecht, dels i Heidelberg; der fra til Wien, Elsass, Schweiz, Savoyen og Paris, hvor han havde den sorg at miste broderen; efter et helt års ophold her drog Marcus Gøye til Italien, gjorde i sommeren 1659 atter et besøg i Paris, gik så til England, der fra til Nederlandene og vendte omsider tilbage til Danmark efter at have færdedes ved mange forskellige hoffer.
I august 1660 fremstillede Gøye sig ved hoffet i København og gjorde et så godt indtryk, at han meget snart fik ansættelse som dronning Sophie Amalies kammerherre. Længe skulde dog ikke hans hoftjeneste vare. Forinden han søgte en større virksomhed,
trolovede han sig imidlertid 1661 med gehejmeråd Ove Juuls ældste, kun 11-årige datter Ingeborg Kirstine; men inden ægteskabet knyttedes, bortreves hun af svindsot 1669. 1662 afsendtes Hannibal Sehested som ambassadør til Paris for at indlede et nøjere forhold mellem Danmark og Frankrig; han havde med sig et stort følge, og marskal ved ambassaden blev Marcus Gøye. Hermed var den diplomatiske bane betrådt, og den daglige omgang med en mand som Sehested var en god opdragelse til denne karriere. 
Efter Sehesteds afrejse 1663 forblev Gøye som resident i Paris; men da han ikke ret magtede forholdene, blev han afløst af Simon de Petkum, der var meget misfornøjet med, at Gøye stadig udsatte sin afrejse. Da Sehested 1666 atter sendtes til Paris for at befæste 
det gode forhold til Frankrig, var Gøye der endnu, og skønt det jævnlig kom til sammenstød mellem Gøye og Sehested, benyttede denne ham dog stadig til sin død i september ved forhandlingerne med det franske hof. Ved årets slutning vendte Gøye tilbage til Danmark, og kongen må, hvad der end kan have været at sige på Gøyes færd i Frankrig, dog have været tilfreds med ham, eftersom han allerede det følgende år afsendte ham i et overordentligt ærinde til hoffet i Paris.
Fra nu af havde Gøye i en lang årrække den ene gesandtskabspost efter den anden. 1669 sendtes han som envoyé extraordinaire til Haag for at genoprette den gode forståelse mellem Danmark og generalstaterne; han synes dog ikke ret at være falden i hollændernes smag, der ønskede en gesandt, som var wat soeter van humeur. Imidlertid varetog han denne post i omkring tre år og overtog derpå 1672 embedet som envoyé i London, hvor han vistnok levede sig mere ind i forholdene, end det lykkedes ham i Haag; han søgte sig endog en hustru blandt den engelske adel, i det han 1676 ægtede Elisabeth Mary Thampson (født 25. marts 1655). 
Efter et 6-årigt ophold i London blev Gøye 1678 sendt som ambassadør til Spanien, efter at han først under et ophold i Danmark var bleven etats- og justitsråd. Fra Madrid hjemkaldtes han 1682 og belønnedes året efter med udnævnelse til gehejmeråd og 1684 med Danebrogsordenen. End videre overdrog Kongen 1685 Gøye æreshvervet som skoleherre på Herlufsholm, en halv offentlig post, hvorpå han som eneste mand af Gøyernes slægt med føje kunde gøre fordring.
Årene 1683-86 tilbragte Gøye formodentlig dels i København, hvor han ejede en gård på Købmagergade, dels på sin gård Hvidkilde. Som justitsråd havde han sæde i Højesteret, og da han som gehejmeråd oppebar løn, må han i det mindste til tider have haft sæde i kongens råd. Et par rejsende, som 1685 traf ham på Hvedholm, omtale, at han bar sin lykkes omskiftelse med største tålmodighed. Hvad dette sigter til, vides ikke. At Gøye på dette tidspunkt skulde være falden i unåde, ses ikke; han var en fortrolig ven af storkansleren Frederik Ahlefeldt, der vel kunne holde sin hånd over ham. 
Da Ahlefeldt imidlertid året efter lå på sit dødsleje, blev Gøye af kanslerens uvenner fjernet tillige med flere af hans tilhængere. Der var først tale om at sende ham som gesandt til Wien, men i steden for blev han udnævnt til stiftsbefalingsmand over Lolland og Falster. Netop samme dag, som hans bestalling er udfærdiget, 15. maj 1686, mistede Gøye sin hustru, med hvem han havde levet i et lykkeligt, men barnløst ægteskab; hun havde trofast ledsaget ham på hans mange besværlige rejser. 
Umiddelbart fra ligfærden i Sorø tog Gøye ud til sit kære Herlufsholm, hvis vel i så høj grad lå ham på hjerte; så vel hvad godset som hvad skolen angik, havde han den største omsorg for stiftelsen, og skaffede hans formående stemme stiftelsen lettelser og begunstigelser fra regeringens side, så vidste han med sin kraftige hånd ikke mindre at bringe den orden til veje i de indre forhold, som var nødvendig for Herlufsholms trivsel. «Stenene og Murene takke ham endnu for den hjælp, han har ydet dem i vanskelige og trange tider», hedder det i programmet over Gøye. 
Sorgbetynget færdedes Gøye på Herlufsholm i sommeren 1686; men hurtig – hurtigere, end nutiden kan forstå det – fattede han sig, og da han 6. februar 1687 gav et gæstebud på Herlufsholm for skolen, var det hans bryllupsdag med den 20-årige Jytte Dorothea Thott, datter af gehejmeråd Knud Thott til Knudstrup og Gavnø. Hun ejede Brahesborg i fællig med sin søster, som Gøye udkøbte, og således samlede han denne store ejendom på sin hånd. Man tager næppe fejl, når man søger grunden til Marcus Gøyes hastige giftermål i håbet om derved at se Gøyeætten blomstre på ny. 
Ved siden af sit stiftamtmandsembede bevarede Gøye efter tidens skik sit sæde i Højesteret. Her verserede i slutningen af 1690 en sag mod en adelsmand, der som guvernør i Indien havde pådraget sig kongens unåde, så at han endog blev anklaget på livet; retten idømte ham dog kun en pengestraf, og på Gøyes forslag blev han strax efter dommen udtaget af slotsvagten, inden kongen kunde vide noget deraf, og Gøye skal endog have kørt ham hjem i sin egen karosse. Opbragt herover tildelte kongen retten en irettesættelse og anbefalede Gøye strax at retirere sig fra hoffet. 
En måneds tid senere (januar 1691) blev han dog tilbagekaldt; "saa forfaren og klog Minister kunde man ikke længe til Hove undvære", skriver Jens Bircherod i sin dagbog. Kongen tænkte nu atter på at anvende Gøye i diplomatien, denne gang i Spanien; det blev dog til intet, men planer i lignende retning have dog vistnok jævnlig foresvævet kongen, thi inden årets slutning blev Gøye afskediget som stiftamtmand og fik befaling til straks at begive sig til København og da videre oppebie kongens vilje. 
Der hengik dog mere end to år, inden et nyt embede blev Gøye betroet; 1695 blev han overhofmester for det ridderlige akademi i København, en institution, for hvilken han, der selv var opvokset på ridderakademiet i Sorø under sin faders ledelse, kunde antages at have særlig Interesse. Alt tyder da også på, at Gøye med alvor og omhu styrede akademiet i de tre år, han var overhofmester; en aftagen i akademiets frekvens er også kendelig efter hans død.
Et liv fuldt af lange og besværlige rejser havde svækket Gøyes helbred, og han følte kræfterne svinde; endnu i juni 1697 kunde han dog holde ligtale over sin ungdomsven Niels Juel, om han end flere gange nær var besvimet i det lumre sørgehus; to måneder før sin død kunde han endnu i Højesteret votere i den thistedske besættelsessag, i hvilken han mærkelig nok stemte for præsten Ole Bjørns frifindelse. Snart efter tog hans svaghed overhånd, og i april 1698 hensov han rolig. Først i oktober blev hans lig ført til Herlufsholm og bisat med en pragt, der søger sin lige; det monument, hans enke satte ham i kirken, er et af de kostbareste i Danmark. 
På hans kiste blev Gøyeslægtens skjold nedlagt, da han var dens sidste mand; med sin anden hustru (død 14. november 1717) havde han nemlig kun døtre. At dette har været ham en bitter sorg, er utvivlsomt; stolt af sin æt måtte han med vemod se dens ældgamle navn svinde af historien. Som bærer af dette navn, et af den gamle adels bedste, anså han sig for selvskreven til høje embeder, hvortil da også hans evner og dannelse kunde berettige ham; men satte han en ære i at føre sit gamle navn, satte han en ikke mindre ære i at vise sig navnet værdig. Han var pligtopfyldende og fuld af iver for sin gerning; men hans egenrådighed og stolte selvtillid gjorde det næppe altid let at tjene under ham, og han er ikke undgået beskyldningen for uretfærdighed mod sine undergivne, af hvilke han med strænghed fordrede pligtopfyldelse.